# Titularbistum Caput Cilla
Caput Cilla (ital.: Capocilla) ist ein Titularbistum der römisch-katholischen Kirche. 
Es geht zurück auf einen früheren Bischofssitz in der gleichnamigen antiken Stadt, die sich in der römischen Provinz Mauretania Caesariensis im heutigen nördlichen Algerien befand.
| Titularbischöfe von Caput Cilla |                                                         |                                                        |                   |                   |
| Nr.                             | Name                                                    | Amt                                                    | von               | bis               |
| 1                               | Leobard D’Souza                                         | Koadjutorbischof von Jabalpur (Indien)                 | 12. November 1964 | 17. Dezember 1965 |
| 2                               | James Philip Mulvihill OMI                              | Apostolischer Vikar von Whitehorse (Kanada)            | 18. Dezember 1965 | 13. Juli 1967     |
| 3                               | Félix Ley OFMCap                                        | Apostolischer Administrator von Naha (Japan)           | 11. März 1968     | 23. Januar 1972   |
| 4                               | John Hubert Macey Rodgers SM                            | Apostolischer Administrator von Rarotonga (Cookinseln) | 7. April 1972     | 1. März 1973      |
| 5                               | Guy Armand Romano CSsR                                  | Apostolischer Administrator von Niamey (Niger)         | 25. Juni 1984     | 3. März 1997      |
| 6                               | Joseph Fred Naumann                                     | Weihbischof in Saint Louis (USA)                       | 8. Juli 1997      | 7. Januar 2004    |
| 7                               | Juan Navarro Castellanos                                | Weihbischof in Acapulco (Mexiko)                       | 31. Januar 2004   | 12. Februar 2009  |
| 8                               | Ilson de Jesus Montanari Titularerzbischof pro hac vice | Kurienerzbischof                                       | 12. Oktober 2013  |                   |